# 李香姬
李香姬（韓語：이향희，1976年1月10日—），韓國電視劇編劇。

## 作品

### 電視劇
- 1999年：KBS《學校1》
- 1999年：KBS《學校2》
- 2000年：KBS《小說 牧民心書》
- 2001年：KBS《學校4》
- 2003年：SBS《酒國》
- 2005年：KBS《愛情中毒》
- 2007年：SBS《錢的戰爭》
- 2014年：KBS《王的面孔》
- 2016年：KBS《鄰家律師趙德浩》
- 2020年：KBS《靈魂維修工》

### 電影
- 2006年：《相愛時說的話》

## 外部連結
- NAVER搜索